# Batalla de Marengo
La batalla de Marengo tuvo lugar cerca de la ciudad de Alessandria, en el Piamonte, al noroeste de Italia el 14 de junio de 1800, durante la guerra de la Segunda Coalición. Concluyó con una victoria francesa y con la retirada de las tropas austríacas de la mayor parte del territorio italiano.
El ejército francés dirigido por Napoleón Bonaparte (recién nombrado primer cónsul después del golpe de Estado del 18 de Brumario) fue atacado por los austríacos al mando del general Michael von Melas. Los franceses fueron tomados por sorpresa. Sin embargo, el curso de la batalla cambió radicalmente al regresar (en respuesta a una llamada urgente de Napoleón) tropas francesas al mando del general Louis Charles Antoine Desaix de Veygoux. Un contraataque dirigido por Desaix, luego de un breve bombardeo de la artillería, impactó en el ala derecha de los austríacos y una carga de caballería dirigida por François Etienne de Kellermann completó su derrota. Los austríacos se retiraron a Alessandria, habiendo perdido la mitad de su ejército. Las bajas francesas fueron mucho menores, pero el general Desaix, que había acudido en ayuda de Napoleón, y sin cuya intervención la batalla se habría perdido, pereció en la batalla.
Al día siguiente, el general Melas comenzó las negociaciones que llevaron a que los austríacos evacuaran el norte de Italia, y a suspender las operaciones militares en Italia. La posición de Bonaparte como primer cónsul se afianzó gracias al resultado de la batalla y de la campaña que la precedió. Austria, sin embargo, permaneció en guerra con Francia hasta que sus fuerzas del norte de los Alpes fueron derrotadas en la batalla de Hohenlinden, el 3 de diciembre de 1800, por un ejército francés al mando del general Jean Victor Marie Moreau.

## Antes de la batalla
La batalla de Marengo fue la victoria que selló el éxito de la campaña italiana de Napoleón en 1800. Gracias a un osado cruce de los Alpes antes de que los pasos estuvieran abiertos, Napoleón se había colocado rápidamente entre las líneas de comunicación de Melas, con la creencia de que este se vería obligado a atacarlo. Melas no lo hizo. Napoleón se convenció de que los austríacos no lo atacarían, ya que se hallaban en plena retirada. Napoleón envió fuertes contingentes para bloquear las rutas de Melas al norte del Po, y al sur de Génova. En ese momento, Melas atacó, y debido a la brillantez de la campaña anterior, Napoleón se halló en una significativa desventaja la mayor parte de la batalla.

## El ataque de Austria y el triunfo inicial

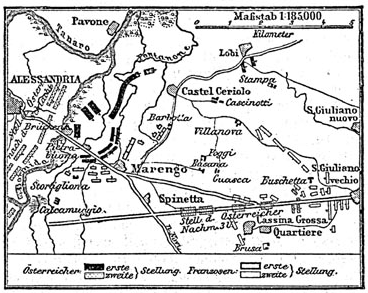
Esquema táctico de la batalla de Marengo

Las tropas austríacas, cerca de 31.000 hombres y 100 piezas de artillería, avanzaron desde Alessandria hacia el este, atravesando el río Bormida por dos puentes ubicados en una angosta desviación en el curso del río ya que ese era el lugar por el cual se podía cruzar el río. Esto evitó cualquier desarrollo rápido del ataque; el movimiento comenzó alrededor de las 6 a. m., pero el ataque no se desarrolló completamente hasta las 9 a. m.
Una fuerza de 3.300 hombres al mando del general Andreas O' Reilly, hizo que los puestos avanzados franceses se retiraran y se desplegó para convertirse en el ala derecha de los austríacos.
El núcleo de la fuerza austríaca, cerca de 18.000 hombres al mando del general Zach, avanzó hacia Marengo hasta que fue detenida por dos divisiones francesas al mando de Claude Victor-Perrin, desplegadas tras un arroyo que corría justo delante de la villa de Marengo. El ala izquierda austríaca, compuesta por 7.500 hombres al mando del general Ott se dirigió a la villa de Castel Ceriolo, justo al norte de las posiciones francesas; en la errónea creencia que la villa estaba bajo control francés, pero con la posibilidad de atacar por el flanco a los franceses o de cortar la línea de comunicación entre el ejército de Napoleón y Milán con un avance profundo.
Los franceses mantuvieron la línea en el arroyo hasta el anochecer; pero con sus dos flancos expuestos. A pesar de que Bonaparte, que se encontraba a cuatro kilómetros de Marengo, no reconoció a Melas hasta las 10 a. m., sus subordinados Jean Lannes y Murat habían conducido a sus tropas con el fin de apoyar a Claude Victor-Perrin. Las tropas de Jean Lannes se habían desplegado en el crucial flanco derecho. La caballería de Murat y Kellerman tomó posiciones para proteger el flanco izquierdo. Hacia las 11 a. m., Bonaparte se encontraba en el campo de batalla y había enviado una llamada urgente a sus tropas recientemente separadas, e incorporó sus últimas reservas.
A medida que se acercaban, se les ordenó a proteger el flanco derecho francés, en lugar de mantener la posición en Marengo (donde los hombres de Victor se estaban quedando sin municiones). Cerca de las 2 p. m. los franceses atacaron Castel Ceriolo. Pero casi al mismo tiempo, Marengo cayó ante los austríacos. El flanco izquierdo de los franceses se retiró unos 2 kilómetros y trató de reagruparse para defender la villa de San Giuliano. Con los franceses superados en número, 23.000 hombres y 16 piezas de artillería, y conducidos fuera de su mejor posición defensiva, la batalla parecía ganada por los austríacos. Melas, que se hallaba ligeramente herido, dio el mando al general Zach y los austríacos reunieron una columna masiva para un ataque a las posiciones de las que se estaban retirando los franceses.

## Refuerzos franceses y contraataque

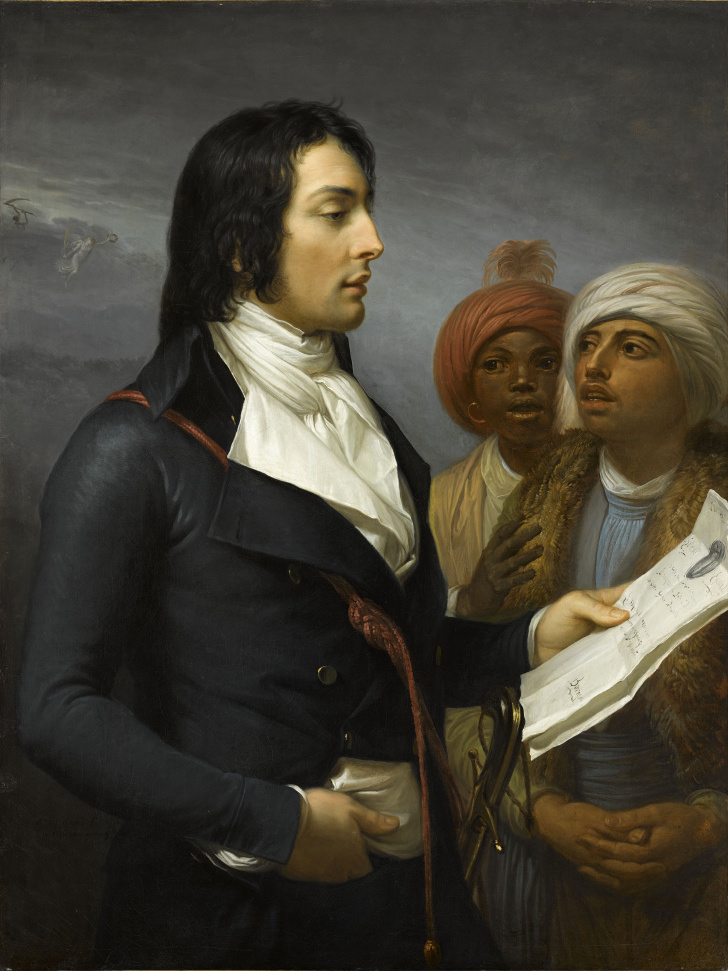
El general Desaix

Poco después de las 3 p. m., el general Desaix, al mando de las tropas que Bonaparte había enviado al sur, informó a Napoleón en persona que sus tropas (5.000 hombres y 8 piezas de artillería) se encontraban cerca. La historia dice que, al preguntar Bonaparte acerca de lo que pensaba de la situación, Desaix dijo: «Esta batalla está completamente perdida, pero apenas son las 2 p.m., hay tiempo para ganar otra».
Los franceses trajeron y desplegaron rápidamente las tropas frente a San Giuliano, y los austríacos fueron lentos al organizar su ataque (una columna de cerca de 6.000 hombres). La mayoría de la artillería francesa sobreviviente disparó contra los austríacos a medida que avanzaban. La división francesa del general Boudet avanzó en línea contra el frente de la columna austríaca. Al encontrarse con los franceses, la columna austríaca intentó desplegarse, pero estaba tremendamente amenazada por la cercanía de los franceses. Un poco más atrás, un carro de municiones austríaco explotó. En la confusión, la columna fue atacada en su flanco derecho por la caballería pesada de Kellerman (cerca de 400 hombres) y fue desintegrada. Zach y muchos de sus hombres fueron tomados prisioneros y el ala derecha austríaca buscó refugio detrás del Bormida, perseguida por los franceses. Durante la persecución, el general Desaix fue mortalmente herido.
Los austríacos, al mando de Ott, se retiraron en buen orden, pero habían sufrido muchas bajas en las 12 horas de combate: 40 piezas de artillería, 8.000 prisioneros y 6.000 muertos. Las bajas francesas, entre muertos y heridos fueron de 4.000 a 7.000, pero retuvieron el campo de batalla y la iniciativa estratégica.